# Општина Темаматла (Мексико)
Темаматла (шп. Temamatla) општина је у Мексику у савезној држави Мексико. Општина се налази на надморској висини од 2271 м.

## Становништво
Према подацима из 2010. у општини је живело 11206 становника.

### Хронологија
| Година       | 2000               | 2005                | 2010                |
| ------------ | ------------------ | ------------------- | ------------------- |
| Становништво | 8840 (4382 / 4458) | 10135 (4965 / 5170) | 11206 (5447 / 5759) |

### Попис
| \| \| м \| \| \| ж \| \| 0—2 \| 352 \| \| \| 346 \| \| 3—5 \| 367 \| \| \| 360 \| \| 6—11 \| 723 \| \| \| 762 \| \| 12—14 \| 350 \| \| \| 328 \| \| 15—17 \| 361 \| \| \| 354 \| \| 18—24 \| 615 \| \| \| 715 \| \| 60+ \| 326 \| \| \| 349 \| \| Просек : \| 27,5 \| \| \| 28,0 \| |      |  |  |      |
| |      |  |  |      |
| | м    |  |  | ж    |
| 0—2 | 352  |  |  | 346  |
| 3—5 | 367  |  |  | 360  |
| 6—11 | 723  |  |  | 762  |
| 12—14 | 350  |  |  | 328  |
| 15—17 | 361  |  |  | 354  |
| 18—24 | 615  |  |  | 715  |
| 60+ | 326  |  |  | 349  |
| Просек : | 27,5 |  |  | 28,0 |

| #   | Индикатор                                                                                        | Вредност |
| --- | ------------------------------------------------------------------------------------------------ | -------- |
| 1   | Становништво од 0 до 2 године                                                                    | 698      |
| 2   | Мушко становништво од 0 до 2 године                                                              | 352      |
| 3   | Женско становништво од 0 до 2 године                                                             | 346      |
| 4   | Становништво са 3 и више година                                                                  | 10440    |
| 5   | Мушко становништво са 3 и више година                                                            | 5061     |
| 6   | Женско становништво са 3 и више година                                                           | 5379     |
| 7   | Становништво са 5 и више година                                                                  | 9958     |
| 8   | Мушко становништво са 5 и више година                                                            | 4822     |
| 9   | Женско становништво са 5 и више година                                                           | 5136     |
| 10  | Становништво са 12 и више година                                                                 | 8228     |
| 11  | Мушко становништво са 12 и више година                                                           | 3971     |
| 12  | Женско становништво са 12 и више година                                                          | 4257     |
| 13  | Становништво са 15 и више година                                                                 | 7550     |
| 14  | Мушко становништво са 15 и више година                                                           | 3621     |
| 15  | Женско становништво са 15 и више година                                                          | 3929     |
| 16  | Становништво са 18 и више година                                                                 | 6835     |
| 17  | Мушко становништво са 18 и више година                                                           | 3260     |
| 18  | Женско становништво са 18 и више година                                                          | 3575     |
| 19  | Становништво од 3 до 5 година                                                                    | 727      |
| 20  | Мушко становништво од 3 до 5 година                                                              | 367      |
| 21  | Женско становништво од 3 до 5 година                                                             | 360      |
| 22  | Становништво од 6 до 11 година                                                                   | 1485     |
| 23  | Мушко становништво од 6 до 11 година                                                             | 723      |
| 24  | Женско становништво од 6 до 11 година                                                            | 762      |
| 25  | Становништво од 8 до 14 година                                                                   | 1668     |
| 26  | Мушко становништво од 8 до 14 година                                                             | 839      |
| 27  | Женско становништво од 8 до 14 година                                                            | 829      |
| 28  | Становништво од 12 до 14 година                                                                  | 678      |
| 29  | Мушко становништво од 12 до 14 година                                                            | 350      |
| 30  | Женско становништво од 12 до 14 година                                                           | 328      |
| 31  | Становништво од 15 до 17 година                                                                  | 715      |
| 32  | Мушко становништво од 15 до 17 година                                                            | 361      |
| 33  | Женско становништво од 15 до 17 година                                                           | 354      |
| 34  | Становништво од 18 до 24 године                                                                  | 1330     |
| 35  | Мушко становништво од 18 до 24 године                                                            | 615      |
| 36  | Женско становништво од 18 до 24 године                                                           | 715      |
| 37  | Женско становништво од 15 до 49 година                                                           | 3206     |
| 38  | Становништво са 60 и више година                                                                 | 675      |
| 39  | Мушко становништво са 60 и више година                                                           | 326      |
| 40  | Женско становништво са 60 и више година                                                          | 349      |
| 41  | Однос између мушкараца и жена                                                                    | 94.58    |
| 42  | Становништво од нуле до 14 година                                                                | 3588     |
| 43  | Становништво од 15 до 64 године                                                                  | 7089     |
| 44  | Становништво од 65 година и више                                                                 | 461      |
| 45  | Просечан број деце                                                                               | 2.13     |
| 46  | Становништво рођено у ентитету                                                                   | 6678     |
| 47  | Мушко становништво рођено у ентитету                                                             | 3260     |
| 48  | Женско становништво рођено у ентитету                                                            | 3418     |
| 49  | Становништво рођено у другом ентитету                                                            | 4422     |
| 50  | Мушко становништво рођено у другом ентитету                                                      | 2137     |
| 51  | Женско становништво рођено у другом ентитету                                                     | 2285     |
| 52  | Становништво од 5 година и више резидентно у ентитету у јуну 2005. године                        | 8882     |
| 53  | Мушко становништво старосног доба од 5 година и више, резидентно у ентитету у јуну 2005. године  | 4278     |
| 54  | Женско становништво старосног доба од 5 и више година, резидентно у ентитету у јуну 2005. године | 4604     |
| 55  | Становништво од 5 година и више које је живело у другом ентитету у јуну 2005. године             | 1022     |
| 56  | Мушко становништво старије од 5 година које је живело у другом ентитету у јуну 2005. године      | 516      |
| 57  | Женско становништво старије од 5 година које је живело у другом ентитету у јуну 2005. године     | 506      |
| 58  | Становништво од 3 године и више које говори аутохтони језик                                      | 165      |
| 59  | Мушко становништво старо 3 године и више које говори аутохтони језик                             | 92       |
| 60  | Женско становништво старо 3 године и више које говори аутохтони језик                            | 73       |
| 61  | Становништво од 3 године и више које говори аутохтони језик и не говори шпански језик            | 2        |
| 62  | Мушко становништво старо 3 године и више које говори аутохтони језик и не говори шпански         | 0        |
| 63  | Женско становништво старо 3 године и више које говори аутохтони језик и не говори шпански језик  | 2        |
| 64  | Становништво старо 3 године и више које говори аутохтони језик и шпански                         | 149      |
| 65  | Мушко становништво старо 3 године и више које говори аутохтони језик и шпански                   | 82       |
| 66  | Женско становништво старо 3 године и више које говори аутохтони језик и шпански                  | 67       |
| 67  | Становништво од 5 година и више које говори аутохтони језик                                      | 164      |
| 68  | Становништво од 5 година и више које говори аутохтони језик и не говори шпански језик            | 2        |
| 69  | Становништво од 5 година и више које говори аутохтони језик и говори шпански језик               | 148      |
| 70  | Становништво у домородачким домаћинствима                                                        | 521      |
| 71  | Становништво са ограничењима у активностима                                                      | 398      |
| 72  | Становништво са ограниченим ходањем или кретањем, горе или доле                                  | 248      |
| 73  | Становници са ограничењима вида, чак и уз кориштење сочива                                       | 97       |
| 74  | Становништво са ограничењима говора, комуникације или конверзације                               | 43       |
| 75  | Становништво са ограниченим слухом                                                               | 38       |
| 76  | Становништво са ограничењима при одевању, купању или јелу                                        | 23       |
| 77  | Становништво са ограничењима у опажању или учењу једноставних ствари                             | 31       |
| 78  | Становништво са менталним ограничењима                                                           | 24       |
| 79  | Становништво без ограничења активности                                                           | 10707    |
| 80  | Становништво од 3 до 5 година које не похађа школу                                               | 295      |
| 81  | Мушко становништво од 3 до 5 година које не похађа школу                                         | 148      |
| 82  | Женско становништво од 3 до 5 година које не похађа школу                                        | 147      |
| 83  | Становништво од 6 до 11 година које не похађа школу                                              | 37       |
| 84  | Мушко становништво од 6 до 11 година које не похађа школу                                        | 16       |
| 85  | Женско становништво од 6 до 11 година које не похађа школу                                       | 21       |
| 86  | Становништво од 12 до 14 година које не похађа школу                                             | 33       |
| 87  | Мушко становништво од 12 до 14 година које не похађа школу                                       | 20       |
| 88  | Женско становништво од 12 до 14 година које не похађа школу                                      | 13       |
| 89  | Становништво од 15 до 17 година похађа школу                                                     | 547      |
| 90  | Мушко становништво од 15 до 17 година похађа школу                                               | 271      |
| 91  | Женско становништво између 15 и 17 година живота у школи                                         | 276      |
| 92  | Становништво од 18 до 24 године похађа школу                                                     | 344      |
| 93  | Мушко становништво од 18 до 24 године похађа школу                                               | 148      |
| 94  | Женско становништво од 18 до 24 године похађа школу                                              | 196      |
| 95  | Становништво од 8 до 14 година које не може да чита и пише                                       | 30       |
| 96  | Мушко становништво старосног доба од 8 до 14 година које не може да чита и пише                  | 23       |
| 97  | Женско становништво старосног доби од 8 до 14 година које не може да чита и пише                 | 7        |
| 98  | Становништво од 15 година и више које је неписмено                                               | 224      |
| 99  | Мушко становништво од 15 година и више које је неписмено                                         | 78       |
| 100 | Женско становништво од 15 година и више које је неписмено                                        | 146      |
| 101 | Становништво старо 15 и више година без школовања                                                | 281      |
| 102 | Мушко становништво старо 15 и више година без школовања                                          | 111      |
| 103 | Женско становништво старо 15 и више година без школовања                                         | 170      |
| 104 | Становништво старосног доба 15 и више година са непотпуним основним образовањем                  | 621      |
| 105 | Мушко становништво старосног доба од 15 година и више са непотпуном основним образовањем         | 253      |
| 106 | Женско становништво старосног доба 15 и више година са непотпуном основним образовањем           | 368      |
| 107 | Становништво старо 15 и више година са комплетним основним образовањем                           | 1136     |
| 108 | Мушко становништво старо 15 година и више са комплетним основним образовањем                     | 482      |
| 109 | Женско становништво старо 15 и више година са комплетним основним образовањем                    | 654      |
| 110 | Становништво старосног доба 15 и више година са непотпуним средњим образовањем                   | 343      |
| 111 | Мушко становништво старосног доба од 15 година и више са непотпуним средњим образовањем          | 181      |
| 112 | Женско становништво старосног доба од 15 година и више са непотпуним средњим образовањем         | 162      |
| 113 | Становништво старо 15 и више година са пуним секундарном образовањем                             | 2453     |
| 114 | Мушко становништво старосног доба од 15 година и више са пуним секундарном образовањем           | 1288     |
| 115 | Женско становништво старосног доба од 15 година и више са пуним секундарном образовањем          | 1165     |
| 116 | Становништво старије од 18 година са постосновним образовањем                                    | 2432     |
| 117 | Мушко становништво старије од 18 година са постосновним образовањем                              | 1171     |
| 118 | Женско становништво старије од 18 година са постосновним образовањем                             | 1261     |
| 119 | Просечна оцена школовања                                                                         | 9        |
| 120 | Просечан ниво образовања мушке популације                                                        | 9.17     |
| 121 | Просечан ниво образовања женског становништва                                                    | 8.84     |
| 122 | Економски активно становништво                                                                   | 4294     |
| 123 | Економски активна мушка популација                                                               | 2962     |
| 124 | Економски активна женска популација                                                              | 1332     |
| 125 | Становништво које није економски активно                                                         | 3915     |
| 126 | Мушко становништво које није економски активно                                                   | 998      |
| 127 | Женско становништво које није економски активно                                                  | 2917     |
| 128 | Запослено становништво                                                                           | 4162     |
| 129 | Запослено мушко становништво                                                                     | 2852     |
| 130 | Запослено женско становништво                                                                    | 1310     |
| 131 | Незапослена популација                                                                           | 132      |
| 132 | Незапослена мушка популација                                                                     | 110      |
| 133 | Незапослена женска популација                                                                    | 22       |
| 134 | Становништво без права на здравствене услуге                                                     | 3134     |
| 135 | Становништво које има право на здравствене услуге                                                | 7993     |
| 136 | Становништво које има право на ИМСС                                                              | 1833     |
| 137 | Становништво које има право на социјално осигурање                                               | 460      |
| 138 | Становништво које има право на државно социјално осигурање                                       | 322      |
| 139 | Становништво које има право на опште осигурање или здравствено осигурање за нову генерацију      | 2745     |
| 140 | Становништво које је било једном или није било у браку током 12 година и више                    | 2664     |
| 141 | Венчано или уједињено становништво од 12 година и више                                           | 4826     |
| 142 | Становништво које је било у браку или уједињено 12 година и више                                 | 731      |
| 143 | Становништво са католичком религијом                                                             | 9829     |
| 144 | Протестанти, еванђелисти и библијски следбеници различити од еванђелиста                         | 773      |
| 145 | Становништво са другим религијама различитим од претходних                                       | 15       |
| 146 | Становништво без религије                                                                        | 291      |
| 147 | Укупно пописаних домаћинства                                                                     | 2750     |
| 148 | Пописна домаћинства на челу са мушкарцима                                                        | 2166     |
| 149 | Пописна домаћинства на челу са женама                                                            | 584      |
| 150 | Становништво у пописним домаћинствима                                                            | 11140    |
| 151 | Становништво у пописним домаћинствима на челу са мушкарцима                                      | 9074     |
| 152 | Становништво у пописним домаћинствима на челу са женама                                          | 2066     |
| 153 | Укупно домаћинстава                                                                              | 3280     |
| 154 | Укупно насељених домаћинстава                                                                    | 2772     |
| 155 | Укупно приватних кућа                                                                            | 3258     |
| 156 | Насељени приватни домови                                                                         | 2750     |
| 157 | Укупно насељених приватних кућа                                                                  | 2772     |
| 158 | Ненасељене приватне куће                                                                         | 250      |
| 159 | Појединачна домаћинства за привремену употребу                                                   | 258      |
| 160 | Становници у насељеним приватним кућама                                                          | 11140    |
| 161 | Насељеност станара у приватним становима                                                         | 4.05     |
| 162 | Просечно становника по соби у приватним насељеним домаћинствима                                  | 1.22     |
| 163 | Појединачна домаћинства са подовима од различитих материјала од земље                            | 2637     |
| 164 | Појединачна домаћинства у приземљу                                                               | 98       |
| 165 | Појединачна домаћинства са једном спаваћом собом                                                 | 1182     |
| 166 | Појединачна домаћинства са две спаваће собе и више                                               | 1547     |
| 167 | Појединачна домаћинства са једним собом                                                          | 390      |
| 168 | Појединачна домаћинства са две собе                                                              | 603      |
| 169 | Појединачна домаћинства са 3 собе и више                                                         | 1734     |
| 170 | Појединачна домаћинства која имају електрично светло                                             | 2677     |
| 171 | Појединачна домаћинства која немају електрично светло                                            | 57       |
| 172 | Појединачна домаћинства која имају водоводну воду у стамбеном простору                           | 2506     |
| 173 | Појединачна домаћинства која немају водоводну воду у стамбеном простору                          | 231      |
| 174 | Појединачна домаћинства која имају тоалет                                                        | 2719     |
| 175 | Појединачна домаћинства која имају канализацију                                                  | 2684     |
| 176 | Појединачна домаћинства која немају канализацију                                                 | 46       |
| 177 | Појединачна домаћинства која имају електрично светло, довод воде из јавне мреже и канализацију   | 2433     |
| 178 | Појединачна домаћинства без икаквих услова                                                       | 24       |
| 179 | Појединачна домаћинства која имају радио                                                         | 2404     |
| 180 | Појединачна домаћинства која имају телевизор                                                     | 2645     |
| 181 | Појединачна домаћинства која имају фрижидер                                                      | 2041     |
| 182 | Појединачна домаћинства која имају машину за веш                                                 | 1782     |
| 183 | Појединачна домаћинства која имају аутомобил или комби                                           | 958      |
| 184 | Појединачна домаћинства која имају рачунар                                                       | 768      |
| 185 | Појединачна домаћинства која имају фиксну телефонску линију                                      | 1084     |
| 186 | Појединачна домаћинства која имају мобилни телефон                                               | 2028     |
| 187 | Појединачна домаћинства која имају приступ интернету                                             | 467      |